# 暨南街道
暨南街道，中華人民共和國浙江省绍兴市诸暨市下辖的一个街道。
2019年6月20日，撤销王家井镇和街亭镇建制，在其行政区域和暨阳街道划出的部分区域（三江新村、城新村、新光村、暨南村）内设立暨南街道。
境內有南悅幼兒園、王家井初中、沿江新村大砚石自然村。

## 行政区划
暨南街道现辖：
新街社区、王家井村、霞中村、千秋桥村、关湖村、桥头黄村、祝家村、外陈村、山塘村、新图村、凤仪村、新南村、三和村、沿江新村、宜联村、沿山新村、后陈村、凉风洞村、淀荡畈村、新合村、新旭村、洋湖村、五中村和箬山下村，街亭村、许村、姜村、里仁村、周村、长塘村、花厅村、董村、金杜岭村、龙山村、茅塘山村、新联合村、新毛家村、新胜村和新华村。